# KSV Hessen Kassel
Maillots
Actualités
Le KSV Hessen Kassel est un club allemand de football basé à Cassel dans la Hesse.

## Historique
- 1945 : fondation du club sous le nom de SG Kassel-Süd
- 1946 : le club est renommé VfL Hessen Kassel
- 1947 : fusion avec le KSV Kassel en KSV Hessen Kassel
- 1993 : la section football devient le FC Hessen Kassel
- 1998 : fermeture du club
- 1998 : refondation du club sous le nom de KSV Hessen Kassel